# Agrias claudina
Agrias claudina es una especie de lepidóptero de la familia Nymphalidae. Es originaria de  Venezuela y Guyana a Bolivia. La subespecie sardanapalus se encuentra en Ecuador, Brasil y Perú. Se encuentran en bosques primarios y secundarios en alturas de 200 a 600 metros.
Las larvas se alimentan de especies de Erythroxylum y los adultos de fruta en descomposición y peces muertos.

## Subespecies
- Agrias claudina claudina (Venezuela, French Guiana, Guyana, Brasil (Minas Gerais, Espírito Santo, Río de Janeiro, São Paulo, Paraná, Amazonas, Pará))
- Agrias claudina annetta (Brasil (Santa Catarina, São Paulo))
- Agrias claudina sardanapalus (sor Venezuela, Ecuador, Perú, Colombia, Brasil (Rondônia, Amazonas))
- Agrias claudina lugens (Perú, Bolivia, Colombia, Venezuela)
- Agrias claudina godmani (Brasil (Mato Grosso, Goiás, Minas Gerais), Bolivia)
- Agrias claudina croesus (Brasil (Pará, Amazonas))
- Agrias claudina delavillae (Venezuela (Sierra de Lema))
- Agrias claudina patriciae (Venezuela)

## Galería

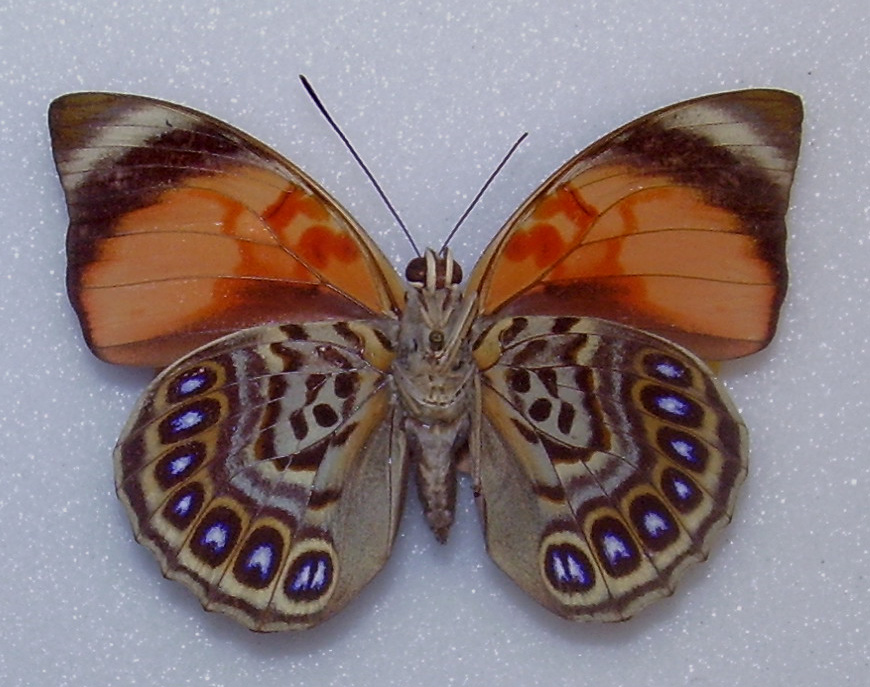
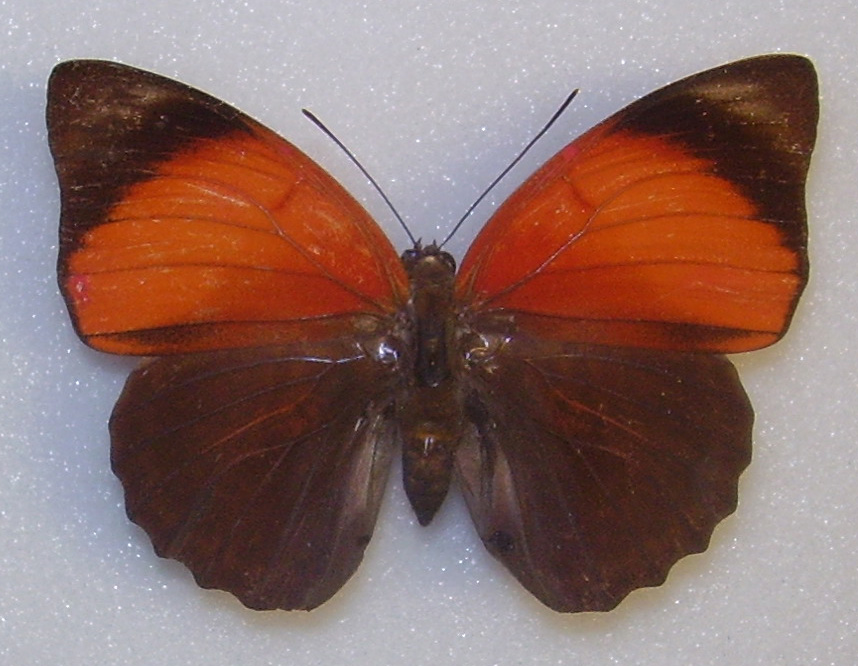
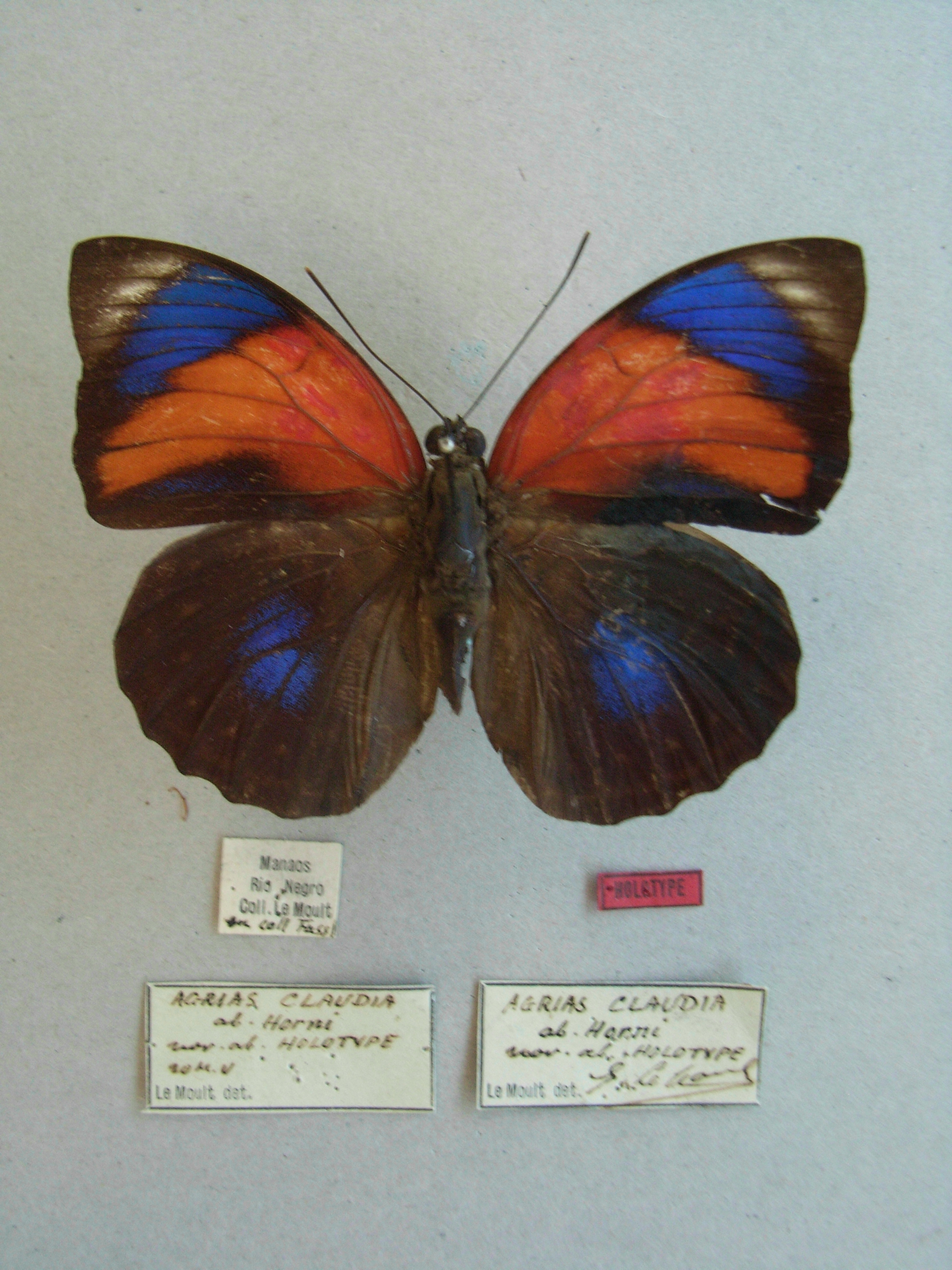